# Championnats des États-Unis de triathlon
Les championnats des États-Unis de triathlon ont lieu tous les ans, sur la distance olympique (1,5-40-10) depuis la première édition en 1983.

## Palmarès du championnat des États-Unis courte distance élite
| Année | Lieu                             | Hommes           | Hommes                 | Hommes           | Femmes             | Femmes              | Femmes                                 |                                        |            |
| ----- | -------------------------------- | ---------------- | ---------------------- | ---------------- | ------------------ | ------------------- | -------------------------------------- | -------------------------------------- | ---------- |
| Année | Lieu                             | 1983             | Bass Lake - Californie | Scott Molina     | Scott Tinley       | Robert Roller       | Sylviane et Patricia Puntous (ex æquo) | Sylviane et Patricia Puntous (ex æquo) | Julie Moss |
| 1984  | Bass Lake - Californie           | Scott Molina     | Curtis Alitz           | Scott Tinley     | Beth Mitchell      | Jann Girard         | Diane Israel                           |                                        |            |
| 1985  | Île de Hilton-Head - Sea Islands | Scott Molina     | Mark Allen             | Scott Tinley     | Linda Buchanan     | Sylviane Puntous    | Joy Hansen                             |                                        |            |
| 1986  | Île de Hilton-Head - Sea Islands | Scott Molina     |                        |                  | Kirsten Hanssen    |                     |                                        |                                        |            |
| 1987  | Île de Hilton-Head - Sea Islands | Mike Pigg        | Mark Allen             | Ken Glah         | Kirsten Hanssen    | Jan Ripple          | Joy Hansen                             |                                        |            |
| 1988  | Wilkes-Barre - Pennsylvanie      | Mike Pigg        | Ken Glah               | Lance Armstrong  | Colleen Cannon     | Paula Newby-Fraser  | Karen Smyers                           |                                        |            |
| 1989  | Chicago - Illinois               | Ken Glah         | Scott Molina           | Brad Kearns      | Jan Ripple         | Karen Smyers        | Paula Newby-Fraser                     |                                        |            |
| 1990  | Cleveland - Ohio                 | Scott Molina     | Mike Pigg              | Andrew Carlson   | Karen Smyers       | Joy Hansen          | Colleen Cannon                         |                                        |            |
| 1991  | Cleveland - Ohio                 | Mike Pigg        | Jimmy Riccitello       | Harold Robinson  | Karen Smyers       | Joy Hansen          | Melissa Mantak                         |                                        |            |
| 1992  | Wilkes-Barre - Pennsylvanie      | Mike Pigg        | Wesley Hobson          | Ken Glah         | Karen Smyers       | Melissa Mantak      | Joy Hansen                             |                                        |            |
| 1993  | Cleveland - Ohio                 | Bill Braun       | Ken Glah               | Wesley Hobson    | Karen Smyers       | Joy Hansen          | Donna Peters                           |                                        |            |
| 1994  | Cleveland - Ohio                 | Scott Molina     | Tim DeBoom             | Andrew Carlson   | Karen Smyers       | Martha Sorensen     | Gail Laurence                          |                                        |            |
| 1995  | Saint-Joseph - Michigan          | Jeff Delvin      | Darren Wood            | Ken Glah         | Karen Smyers       | Gail Laurence       | Julianna Nievergelt                    |                                        |            |
| 1996  | Saint-Joseph - Michigan          | Jeff Delvin      | Darren Wood            | Cameron Widoff   | Susan Latshaw      | Julianna Nievergelt | Sian Welch                             |                                        |            |
| 1997  | Saint-Joseph - Michigan          | Cameron Widoff   | Mike Pigg              | Ryan Bolton      | Sian Welch         | Martha Sorensen     | Maryellen Powers                       |                                        |            |
| 1998  | Oceanside - Californie           | Hunter Kemper    | Nick Radkewich         | Wesley Hobson    | Siri Lindley       | Joanna Zeiger       | Susan Bartholomew                      |                                        |            |
| 1999  | Chicago - Illinois               | Hunter Kemper    | Cameron Widoff         | Alec Rukosuev    | Barbara Lindquist  | Joanna Zeiger       | Karen Smyers                           |                                        |            |
| 2000  | Chicago - Illinois               | Marcel Vifian    | Tim DeBoom             | Wesley Hobson    | Joanna Zeiger      | Siri Lindley        | Barbara Lindquist                      |                                        |            |
| 2001  | New York - New York              | Hunter Kemper    | Brian Fleischmann      | Nick Radkewich   | Karen Smyers       | Barbara Lindquist   | Laura Reback                           |                                        |            |
| 2002  | New York - New York              | Seth Wealing     | Tim Kitching           | Andrew Kelsey    | Barbara Lindquist  | Sheila Taormina     | Gia White                              |                                        |            |
| 2003  | San Francisco - Californie       | Hunter Kemper    | Brian Fleischmann      | Victor Plata     | Laura Reback       | Joanna Zeiger       | Becky Lavelle                          |                                        |            |
| 2004  | Boston - Massachusetts           | Matthew Reed     | Victor Plata           | Derek Kite       | Courtney Bennigson | Karen Smyers        | Sarah Haskins                          |                                        |            |
| 2005  | Bellingham - Washington          | Hunter Kemper    | Andy Potts             | Matthew Reed     | Becky Lavelle      | Barbara Lindquist   | Laura Bennett                          |                                        |            |
| 2006  | Long Beach - Californie          | Hunter Kemper    | Andy Potts             | Matthew Reed     | Sarah Haskins      | Sara McLarty        | Laura Bennett                          |                                        |            |
| 2007  | Honolulu - Hawaii                | Andy Potts       | Brian Fleischmann      | Jarrod Shoemaker | Julie Ertel        | Sarah Haskins       | Laura Bennett                          |                                        |            |
| 2008  | Hagg Lake - Oregon               | Matthew Reed     | Joe Umphenour          | Ethan Brown      | Julie Ertel        | Sarah Haskins       | Sarah Groff                            |                                        |            |
| 2009  | Tuscaloosa - Alabama             | Matt Chrabot     | Timothy O'Donnell      | Matthew Reed     | Jasmine Oeinck     | Jenna Shoemaker     | Hayley Peirsol                         |                                        |            |
| 2010  | Tuscaloosa - Alabama             | Jarrod Shoemaker | Timothy O'Donnell      | Matt Chrabot     | Laura Bennett      | Sarah Groff         | Nicole Kelleher                        |                                        |            |
| 2011  | Buffalo - New York               | Hunter Kemper    | Kaleb Vanort           | Jarrod Shoemaker | Laura Bennett      | Gwen Jorgensen      | Kaitlin Shiver                         |                                        |            |
| 2012  | Buffalo - New York               | Jarrod Shoemaker | Greg Billington        | Joe Maloy        | Sarah Haskins      | Kaitlin Shiver      | Anna Battiata                          |                                        |            |
| 2013  | Milwaukee - Wisconsin            | Matt Chrabot     | Joe Maloy              | Hunter Kemper    | Gwen Jorgensen     | Sarah True          | Julie Ertel                            |                                        |            |
| 2014  | Milwaukee - Wisconsin            | Joe Maloy        | Hunter Kemper          | William Huffman  | Gwen Jorgensen     | Kaitlin Donner      | Lindsey Jerdonek                       |                                        |            |
| 2015  | Chicago - Illinois               | Ben Kanute       | Kevin McDowell         | Sean Jefferson   | Gwen Jorgensen     | Sarah True          | Katie Zaferes                          |                                        |            |
| 2016  | Année olympique                  | Année olympique  | Année olympique        | Année olympique  | Année olympique    | Année olympique     | Année olympique                        |                                        |            |
| 2017  | Sarasota - Floride               | Kevin McDowell   | Tony Smoragiewicz      | Tommy Zaferes    | Chelsea Sodaro     | Taylor Spivey       | Chelsea Burns                          |                                        |            |
| 2018  | Sarasota - Floride               | Morgan Pearson   | Jason West             | William Huffman  | Renee Tomlin       | Kirsten Kasper      | Taylor Spivey                          |                                        |            |